# Jahongir Ergashev
Jahongir Ergashev (sinh ngày 6 tháng 3 năm 1994) là một cầu thủ bóng đá Tajikistan thi đấu ở vị trí tiền đạo, cho FK Khujand và đội tuyển quốc gia Tajikistan.

## Sự nghiệp

### Câu lạc bộ
Vào tháng 3 năm 2015, Ergashev chuyển đến FK Khujand theo dạng cho mượn dài hạn.
Ergashev nằm trong đội hình của FK Khujand tham dự Cúp AFC 2016, nhưng không ra sân trước đối thủ Ahli Al-Khaleel. Sau khi thử việc với Belshina Bobruisk, Ergashev tiếp tục thử việc với Dinamo Brest, ký bản hợp đồng 6 tháng với Dinamo Brest ngày 1 tháng 4 năm 2016. Ergashev ghi bàn thắng đầu tiên cho Dinamo Brest ngày 30 tháng 4 năm 2016, trước Isloch.
Ergashev rời Dinamo Brest gần cuối tháng 1 năm 2017, và ký một bản hợp đồng cho mùa giải 2017 cùng với FC Istiklol ngày 14 tháng 2 năm 2017. Ergashev được giải phóng khỏi hợp đồng với Istiklol ngày 5 tháng 7 năm 2017, ký hợp đồng với FK Khujand đến cuối mùa giải 2017 trong cùng ngày đó.

### Quốc tế
Ergashev là thành viên của U-21 Tajikistan tại Commonwealth of Independent States Cup 2013, Anh cũng ghi bàn thắng đầu tiên cho đội tuyển trước Ma Cao trong vòng loại Cúp Challenge AFC 2014.

## Thống kê sự nghiệp

### Câu lạc bộ
Tính đến trận đấu diễn ra ngày 3 tháng 5 năm 2017
| Câu lạc bộ          | Mùa giải            | Giải vô địch                             | Giải vô địch | Giải vô địch | Cúp Quốc gia | Cúp Quốc gia | Châu lục | Châu lục  | Khác    | Khác      | Tổng    | Tổng      |
| Câu lạc bộ          | Mùa giải            | Hạng đấu                                 | Số trận      | Bàn thắng    | Số trận      | Bàn thắng    | Số trận  | Bàn thắng | Số trận | Bàn thắng | Số trận | Bàn thắng |
| ------------------- | ------------------- | ---------------------------------------- | ------------ | ------------ | ------------ | ------------ | -------- | --------- | ------- | --------- | ------- | --------- |
| Istiklol            | 2013                | Giải bóng đá vô địch quốc gia Tajikistan | 14           | 5            |              |              | –        | –         | –       | –         | 14      | 5         |
| Istiklol            | 2014                | Giải bóng đá vô địch quốc gia Tajikistan | 14           | 5            | 4            | 4            | –        | –         | 1       | 1         | 19      | 10        |
| Istiklol            | 2015                | Giải bóng đá vô địch quốc gia Tajikistan | 0            | 0            | 0            | 0            | 1        | 0         | 0       | 0         | 1       | 0         |
| Istiklol            | Tổng                | Tổng                                     | 28           | 10           | 4            | 4            | 1        | 0         | 1       | 1         | 34      | 15        |
| Dinamo Brest        | 2016                | Giải bóng đá ngoại hạng Belarus          | 12           | 1            | 0            | 0            | –        | –         | –       | –         | 12      | 1         |
| Istiklol            | 2017                | Giải bóng đá vô địch quốc gia Tajikistan | 4            | 1            | 0            | 0            | 2        | 0         | 1       | 0         | 7       | 1         |
| Tổng cộng sự nghiệp | Tổng cộng sự nghiệp | Tổng cộng sự nghiệp                      | 44           | 12           | 4            | 4            | 3        | 0         | 2       | 1         | 53      | 17        |

### Quốc tế
| Đội tuyển quốc gia Tajikistan | Đội tuyển quốc gia Tajikistan | Đội tuyển quốc gia Tajikistan |
| Năm                           | Số trận                       | Bàn thắng                     |
| ----------------------------- | ----------------------------- | ----------------------------- |
| 2013                          | 3                             | 1                             |
| 2014                          | 4                             | 0                             |
| 2015                          | 0                             | 0                             |
| 2016                          | 6                             | 2                             |
| 2017                          | 3                             | 0                             |
| 2018                          | 7                             | 0                             |
| 2019                          | 8                             | 1                             |
| 2020                          | 1                             | 0                             |
| 2021                          | 2                             | 0                             |
| Tổng                          | 34                            | 4                             |

Thống kê chính xác đến trận đấu diễn ra ngày 5 tháng 2 năm 2021

### Bàn thắng quốc tế
Tỉ số và kết quả liệt kê bàn thắng của Tajikistan trước.
| #  | Ngày                 | Địa điểm                                          | Đối thủ    | Tỉ số | Kết quả | Giải đấu                         |
| -- | -------------------- | ------------------------------------------------- | ---------- | ----- | ------- | -------------------------------- |
| 1. | 19 tháng 3 năm 2013  | Sân vận động Spartak, Bishkek, Kyrgyzstan         | Ma Cao     | 3–0   | 3–0     | Vòng loại Cúp Challenge AFC 2014 |
| 2. | 2 tháng 6 năm 2016   | Sân vận động Pamir, Dushanbe, Tajikistan          | Bangladesh | 1–0   | 5–0     | Vòng loại Asian Cup 2019         |
| 3. | 2 tháng 6 năm 2016   | Sân vận động Pamir, Dushanbe, Tajikistan          | Bangladesh | 2–0   | 5–0     | Vòng loại Asian Cup 2019         |
| 4. | 19 tháng 11 năm 2019 | Sân vận động Dolen Omurzakov, Bishkek, Kyrgyzstan | Kyrgyzstan | 1–0   | 1–1     | Vòng loại World Cup 2022         |